# Owrjak
Owrjak (persiska: ورجَك, اورجک, Ūrjak) är en ort i Iran.   Den ligger i provinsen Zanjan, i den nordvästra delen av landet, 400 km väster om huvudstaden Teheran. Owrjak ligger 1 449 meter över havet och antalet invånare är 175.
Terrängen runt Owrjak är huvudsakligen lite kuperad. Owrjak ligger nere i en dal. Runt Owrjak är det ganska glesbefolkat, med 47 invånare per kvadratkilometer. Närmaste större samhälle är Davah Tāqī, 11,4 km väster om Owrjak. Trakten runt Owrjak består i huvudsak av gräsmarker.